# На роковини Шевченка
«На рокови́ни Шевче́нка» — вірш Лесі Українки, приурочений до роковин смерті батька новітньої української нації — Т. Г. Шевченка. Датується орієнтовно 1889 р.
Вперше надруковано у збірці «На крилах пісень», 1893, стор. 37 — 38, поміщене також до київського (1904) видання збірки.
Автограф — ІЛІШ, ф. 2, № 747, стор. 15 — 16.